# Oursi (departamento)
Oursi es un departamento de la provincia de Oudalan, en la región del Sahel, Burkina Faso. A 1 de julio de 2019 tenía una población estimada de 17 004 habitantes.
Se encuentra ubicado al noreste del país, cerca de la frontera con Níger y Malí.